# 37279 Hukvaldy
37279 Hukvaldy è un asteroide della fascia principale. Scoperto nel 2000, presenta un'orbita caratterizzata da un semiasse maggiore pari a 2,6691093 UA e da un'eccentricità di 0,1643951, inclinata di 8,40071° rispetto all'eclittica.